# Левенець Юрій Анатолійович
Левене́ць Ю́рій Анато́лійович (6 серпня 1961, місто Бугуруслан, Оренбурзька область, Росія — 8 жовтня 2013, Київ, Україна)— український історик і політолог, фахівець у галузі етнополітології, академік Національної академії наук України (2009), доктор політичних наук (2001). В 2006—2013 роках — директор Інституту політичних і етнонаціональних досліджень ім. І. Ф. Кураса НАН України. Входив до складу наукової ради Українського історичного журналу.

## Біографічні відомості
У 1968 родина переїхала до міста Кременчука, де Юрій закінчив середню школу, був робітником на одному із заводів. У 1979 переїхав до Києва, працював лаборантом у одному з науково-дослідних інститутів, почав заочно вчитися на історичному факультеті Київського державного університету імені Т. Г. Шевченка, а згодом перейшов на стаціонар.
1983 року закінчив історичний факультет Київського університету ім. Т. Г. Шевченка. Від 1983 року навчався в аспірантурі Полтавського педагогічного інституту, з 1987 року працював на посаді асистента цього ж інституту. У 1987—1990 роках працював викладачем історичного факультету Київського університету ім. Т. Г. Шевченка. У 1990—1992 роках — старший науковий співробітник Інституту політичних і етнонаціональних досліджень НАН України, з 1992 року — заступник директора Інституту, з 2006 року — директор Інституту політичних і етнонаціональних досліджень ім. І. Ф. Кураса НАН України.
1987 року захистив дисертацію на здобуття наукового ступеня кандидата історичних наук. 2001 року у Львівському національному університеті імені Івана Франка захистив докторську дисертацію на тему «Теоретико-методологічні засади української суспільно-політичної думки: проблеми становлення та розвитку (друга половина XIX — початок XX століття)».
З 2006 року — член-кореспондент НАН України.
З 2009 року — академік НАН України.
Помер 8 жовтня 2013 року. Причиною смерті став рак мозку. Похований на Байковому кладовищі.

## Наукові зацікавлення
До кола наукових інтересів Ю. А. Левенця належали проблеми теорії та історії політичної науки, розвиток етнонаціональних процесів в Україні, політичної культури, регіональних, релігійних відносин. Досліджував еволюцію української національної ідеї на тлі політичної та етнічної історії.
Один з ініціаторів створення 6-томної «Політичної історії України ХХ століття».
Був автором та співавтором понад 150 наукових робіт.

## Політична діяльність
Його називали «головним політтехнологом Банкової». У 1998—2002 рр. був консультантом Олександра Волкова. Працював у штабах Леоніда Кучми (1999) та Віктора Януковича (2004), співпрацював зі штабом Юлії Тимошенко (2010).

## Наукові публікації
- Політична енциклопедія. Редкол.: Ю. Левенець (голова), Ю. Шаповал (заст. голови) та ін. — К.: Парламентське видавництво, 2011. — 808 с. ISBN 978-966-611-818-2.
- Україна та Росія: як зміцнити фундамент стратегічного партнерства: історичні, соціокультурні та геополітичні чинники розвитку відносин між двома державами і народами / НАН України, Ін-т політ. і етнонац. досліджень ім. І. Ф. Кураса; голова ред. кол. Ю. А. Левенець. — К. : Знання України, 2008. — 320 с.

- Сучасна українська держава: історичні імперативи становлення, тенденції та проблеми розвитку: збірник / НАН України, Ін-т політ. і етнонац. дослідж. ім. І. Ф. Кураса; голова ред. кол. Ю. А. Левенець. — К. : ІПіЕНД, 2007. — 555 c.

- Україна: політична історія. ХХ — початок ХХІ століття / В. Баран [та ін.]; ред. В. А. Смолій, Ю. А. Левенець ; Нац. акад. наук України, Ін-т історії України, Ін-т політ. і етнонац. дослідж. ім. І. Ф. Кураса. — К. : Парламентське видавництво, 2007. — 1028 с.

- Левенець Ю. А. Держава у просторі громадянського суспільства / Ю. А. Левенець ; НАН України, Ін-т політ. і етнонац. дослідж. — К. : Освітня книга, 2006. — 272 с.

- Сучасна українська політика: аналіт. доп. Ін-ту політ. і етнонац. дослідж. ім. І. Ф. Кураса НАН України / НАН України, Ін-т політ. і етнонац. дослідж. ім. І. Ф. Кураса; [ред. кол. Левенець Ю. А. (голова) та ін.]. — К. : ІПіЕНД ім. І. Ф. Кураса НАН України, 2009. — 447 с.

- Політичний режим і народовладдя в Україні: політологічний аналіз: [монографія] / [Ю. А. Левенець та ін.] ; Нац. акад. наук України, Ін-т політ. і етнонац. дослідж. ім. І. Ф. Кураса. — К. : ІПіЕНД ім. І. Ф. Кураса НАН України, 2011. — 455 с.

- Україна та Росія: потенціал взаємодії та співробітництва: зб. наук. пр. / Нац. акад. наук України, Ін-т світ. економіки і міжнар. відносин, Ін-т політ. і етнонац. дослідж. ім. І. Ф. Кураса; [редкол.: Ю. А. Левенець (голов. ред.) та ін.]. — К. : ІПіЕНД ім. І. Ф. Кураса, 2010. — 207 с.

- Політичні проблеми сучасної України: аналіт. доп. Ін-ту політ. і етнонац. дослідж. ім. І. Ф. Кураса НАН України / Нац. акад. наук України, Ін-т політ. і етнонац. дослідж. ім. І. Ф. Кураса; [ред. кол.: Левенець Ю. А. (голова) та ін.]. — К. : ІПіЕНД ім. І. Ф. Кураса НАН України, 2012. — 599 с.

## Вшанування пам'яті

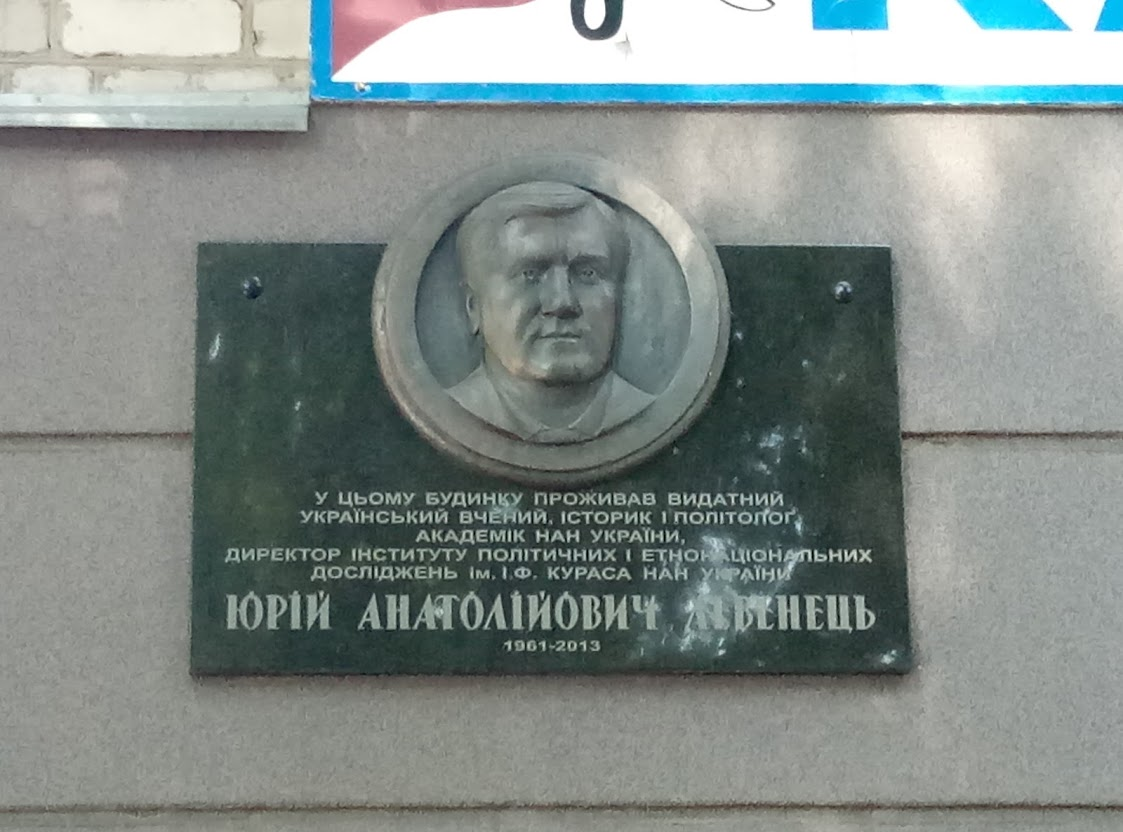
Пам'ятна дошка у Кременчуці

- 8 жовтня 2015 р. відбулася церемонія відкриття меморіальної дошки на фасаді будинку Інституту політичних і етнонаціональних досліджень ім. І. Ф. Кураса НАН України (м. Київ, вул. Генерала Алмазова, 8) колишньому директору Інституту, академіку НАН України Юрію Анатолійовичу Левенцю.

- У листопаді 2016 р. відбулося відкриття меморіальної дошки у м. Кременчуці на фасаді будинку по вул. Майора Борищака буд. 6/20, де проживав Левенець Ю. А. у шкільні роки.